# Kalling (Dorfen)

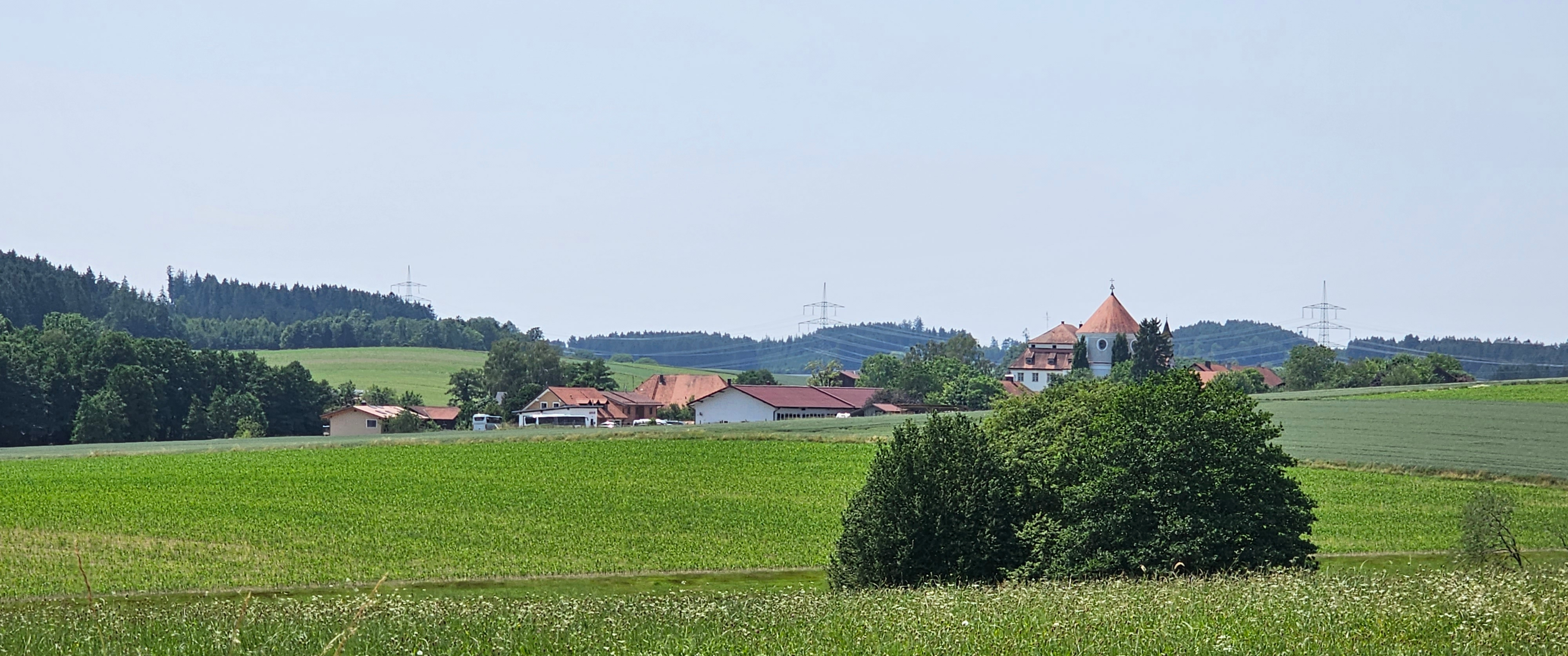
Kalling, Ortsansicht von Seilstorf (Gemeinde Taufkirchen) aus

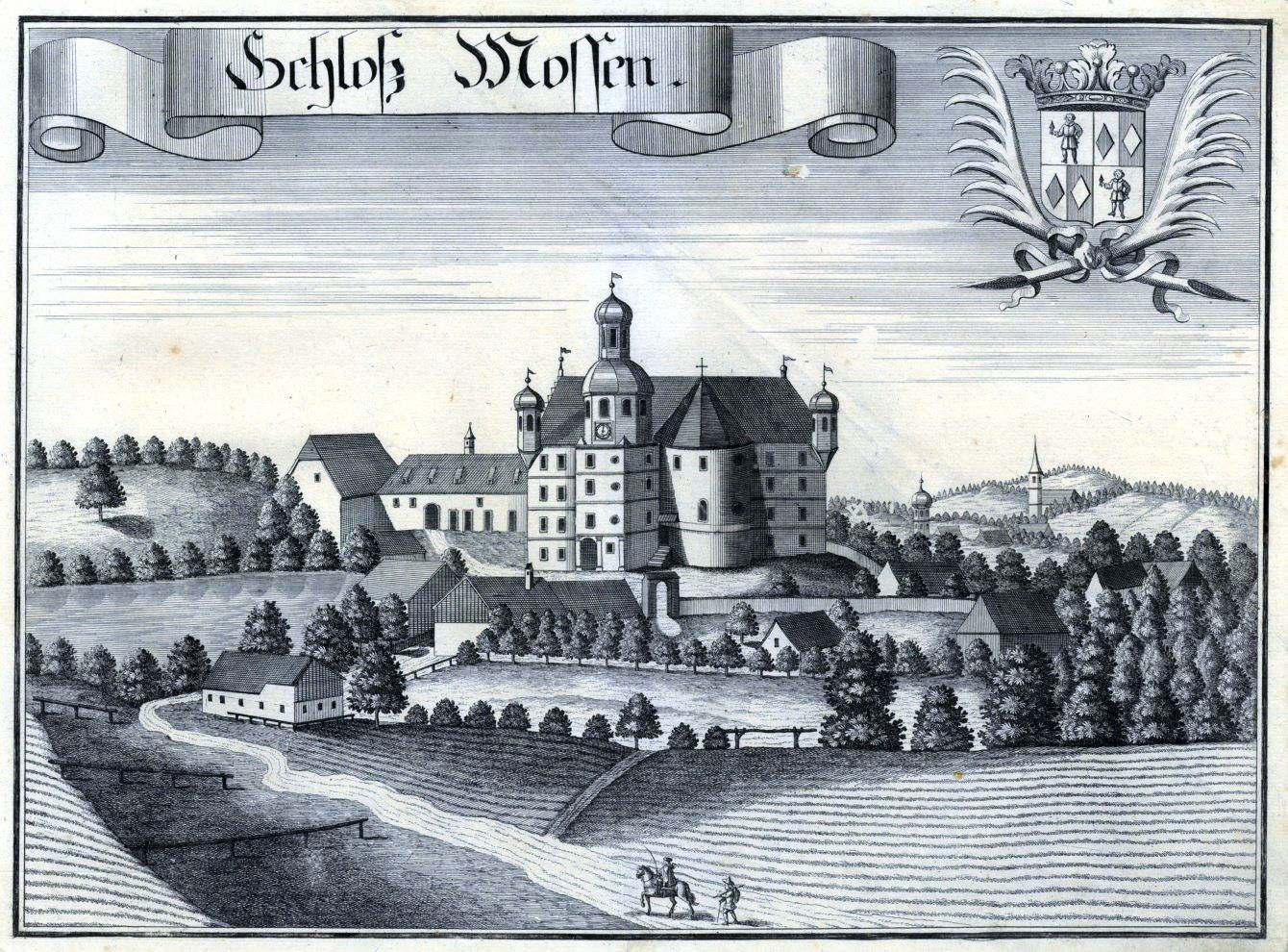
Schloss Kalling, 1723 (irrtümlich als „Schloß Mossen“ bezeichnet)

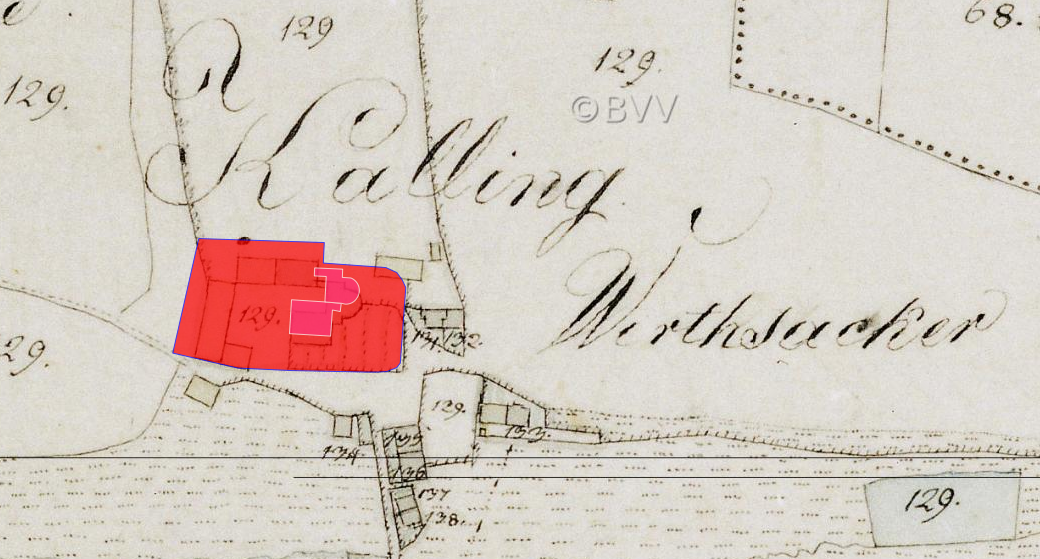
Lageplan von Schloss Kalling auf dem Urkataster von Bayern

Schloss Kalling, Ansicht aus dem parkartigen Garten (2023)

Kalling ist der nördlichste Gemeindeteil der Stadt Dorfen im oberbayerischen Landkreis Erding. Bis zur Gebietsreform 1972 gehörte das etwa 100 Einwohner große Dörfchen zur ehemaligen Gemeinde Eibach.
Einwohner Stand Februar 2017: 64

## Orts- und Schloss-Geschichte
Im Hochmittelalter wird das Dorf, dessen Name sich von dem Personennamen Chadalhoh ableitet, erstmals erwähnt. Im 15./16. Jahrhundert gehört der Ort, in dem schon ein einfacher Edelsitz zu vermuten ist, dem Adelsgeschlecht Starringer zu Hofstarring. Um 1540 muss der Frührenaissance-Vorgängerbau des jetzigen Schlosses errichtet worden sein. Danach gingen Ort und Sitz an die Freiherren Goder und anschließend auf Erbweg an die Freiherren Eckher zu Kapfing. Diese ließen den Edelsitz um 1720 als Barockschloss neu errichten. Da der Bauherr ein Neffe des Freisinger Fürstbischofs Johann Franz von Eckher war, diente der Bau auch als Sommersitz der Fürstbischöfe, wenn sie in der Gegend unterwegs waren. 1793 ging das Schloss an die Grafen von Holnstein aus Erding. Danach gab es einen regen Besitzerwechsel, und so verschlechterte sich der Zustand des Schlosses immer mehr. Mitte des 20. Jahrhunderts war es Altersheim des Helferrings deutscher Frauen. 1987 wurden die Dächer von Kapelle und Schloss neu gedeckt sowie 1990 alle Türen renoviert und die Beschläge neu aufbereitet. Im Jahr 1994 folgte die Renovierung des Hauptportals, die Fassade wurde 1995 fertiggestellt. Seit 2011 steht das Schloss wieder zum Verkauf.

## Schlossbeschreibung
Der ca. 20 × 23 m große fast quadratische Bau mit drei Geschossen besitzt ein doppeltes Mansarddach. Im Nordosten ist eine hohe Rundbau-Kapelle (ca. 12 m Innen-Ø) mit Kegeldach angebaut. Im Innern ist im Erdgeschoss-Südwest-Eck ein kleiner Saal und in den Obergeschossen große Eck-Wohnräume. In einem langen und breiten Gang (mit Zugang zur Empore der Kapelle) befinden sich die kunsthandwerklich bedeutenden Bibliotheksschränke aus der Erbauungszeit des Schlosses. Weiters zeigt die Innenausstattung ein prachtvolles Treppenhaus, in den Zimmern Decken mit Stuckverzierung und Spätbarocktüren mit Holzschnitzereien.
In der Schlosskapelle Zu unserer Lieben Frau ist ein Altar im Spätbarock-/Frührokoko-Übergangsstil sowie eine große Kreuzigungsgruppe im selben Stil sehenswert.
Vor dem Südost-Eck des Baus wurde der Barockgarten wiederhergestellt und das restliche Grundstück (mit Hecken) entsprechend gestaltet. Westlich neben dem Schloss befindet sich der ehemalige Wirtschaftshof der Anlage. Die Schlosskapelle ist unter der Aktennummer D-1-77-115-65  als denkmalgeschütztes Baudenkmal von Kalling verzeichnet.

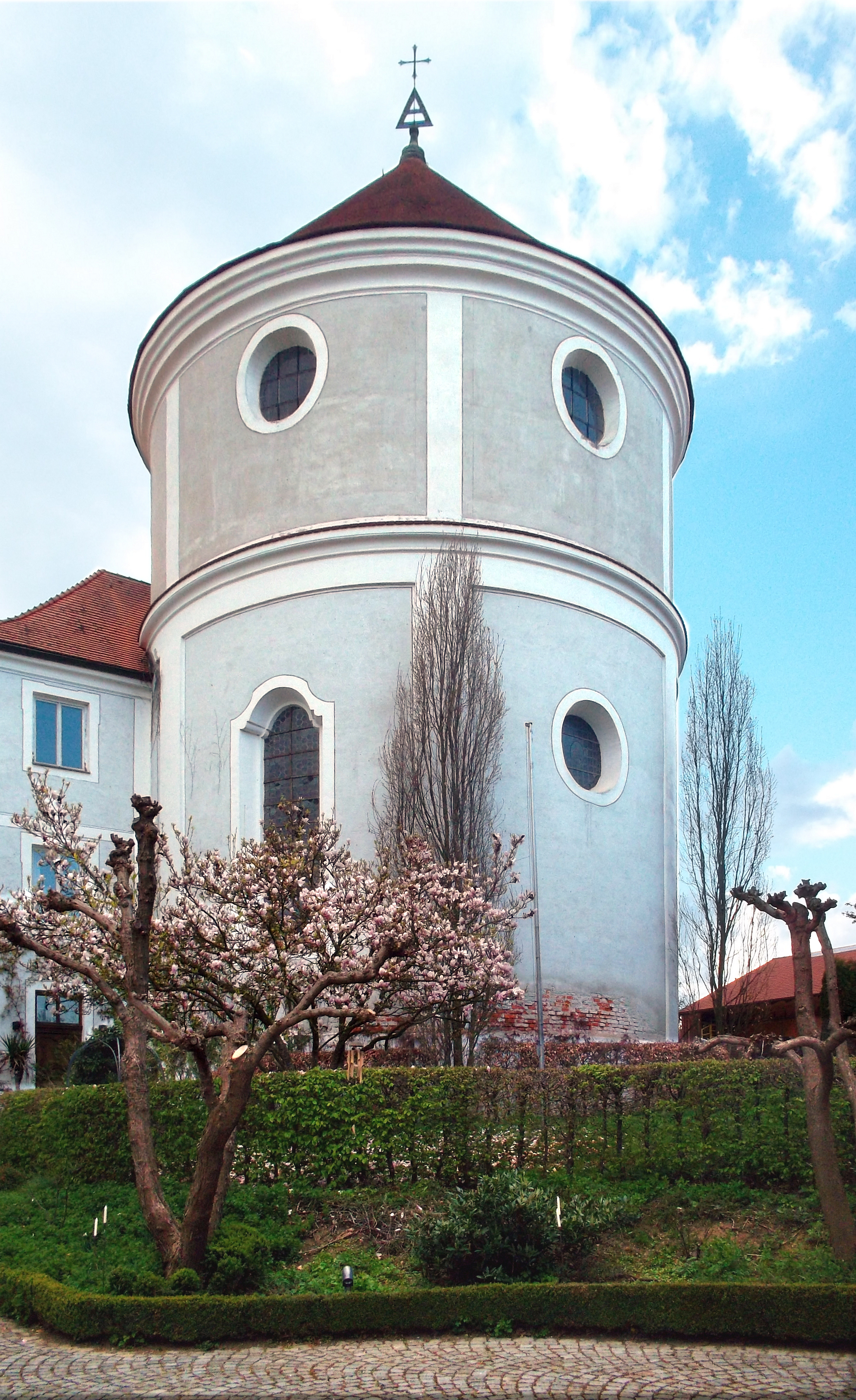
Schlosskapelle
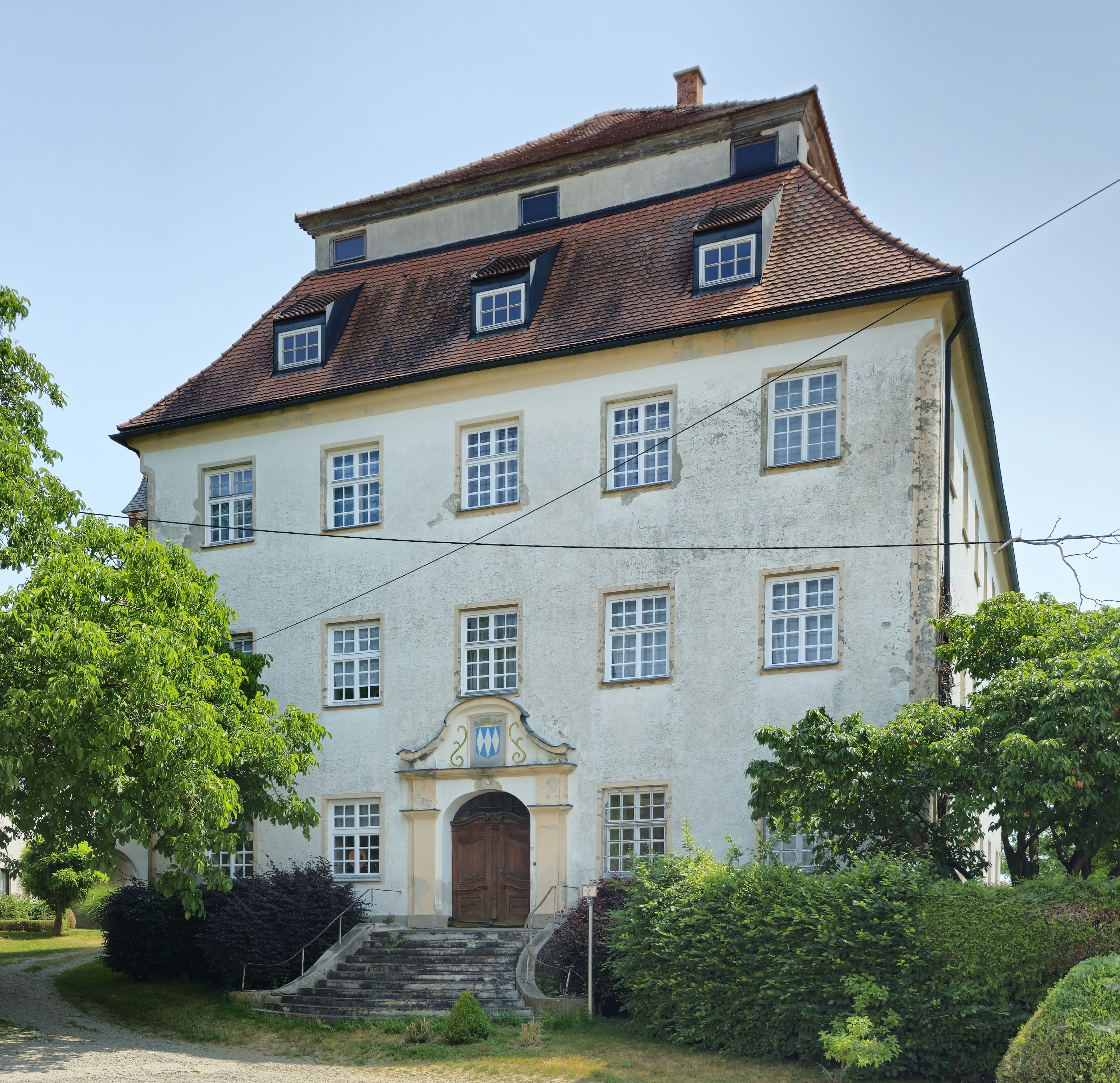
Schloss, Ansicht vom ehemaligen Wirtschaftshof
Ehemaliger Wirtschaftshof des Schlosses
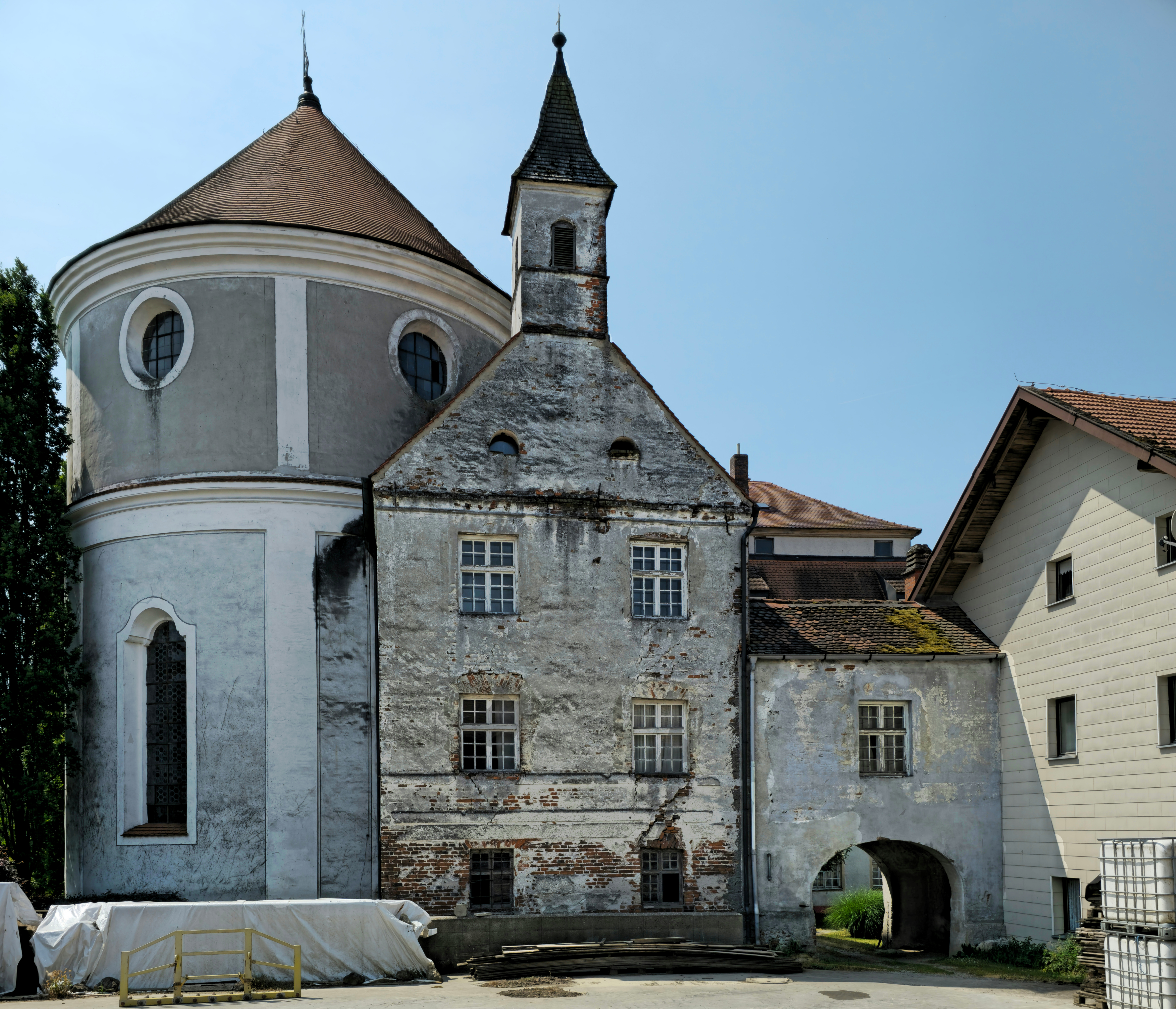
Schloss, nördliche Rückansicht

Die Schlossanlage ist unter der Aktennummer D-1-77-115-66  als denkmalgeschütztes Baudenkmal von Kalling verzeichnet. Ebenso wird sie als Bodendenkmal unter der Aktennummer D-1-7639-1048 im Bayernatlas als „untertägige mittelalterliche und frühneuzeitliche Befunde im Bereich von Schloss Kalling und seiner Vorgängerbauten“ geführt.